# Pangonius raclinae
Pangonius raclinae är en tvåvingeart som beskrevs av Leclercq 1960. Pangonius raclinae ingår i släktet Pangonius och familjen bromsar.
Artens utbredningsområde är Marocko. Inga underarter finns listade i Catalogue of Life.